# 御野村 (広島県)
御野村（みのむら）は、広島県深安郡にあった村。現在の福山市の一部にあたる。

## 地理
神辺平野（福山平野）の東部、高屋川の流域に位置していた。

## 歴史
- 1889年（明治22年）4月1日、町村制の施行により、安那郡下御領村、上御領村、平野村が合併して村制施行し、御野村が発足[1][2]。旧村名を継承した下御領、上御領、平野の3大字を編成[2]。
- 1898年（明治31年）10月1日、郡の統合により深安郡に所属[1][2]。
- 1954年（昭和29年）3月31日、深安郡神辺町、竹尋村、中条村、道上村、湯田村と合併し、神辺町が存続して廃止された[1][2]。

### 地名の由来
合併各村の各一文字を組み合わせたもの。

## 産業
- 農業、畜産、綿織物[2]

## 交通

### 鉄道
- 1922年（大正11年）両備軽便鉄道（のち井笠鉄道神辺線）神辺～高屋間開通し、高淵町に国分寺駅、為金町に御領駅、境に金光駅を開設[2]。

## 教育
- 1909年（明治42年）御野尋常小学校に高等科を併置[2]。
- 1947年（昭和22年）御野村立中学校開校[2]。1949年（昭和24年）竹尋村立中学校と合併し安那中学校となる[2]。